# Кашеви-Дворне
Кашеви-Дворне (пол. Kaszewy Dworne) — село в Польщі, у гміні Кшижанув Кутновського повіту Лодзинського воєводства.
Населення — 121 особа (2011).
У 1975-1998 роках село належало до Плоцького воєводства.

## Демографія
Демографічна структура станом на 31 березня 2011 року:
|          | Загалом | Допрацездатний вік | Працездатний вік | Постпрацездатний вік |
| -------- | ------- | ------------------ | ---------------- | -------------------- |
| Чоловіки | 65      | 11                 | 44               | 10                   |
| Жінки    | 56      | 9                  | 32               | 15                   |
| Разом    | 121     | 20                 | 76               | 25                   |